# Садик, Берат
Берат Садик (алб. Berat Sadiku; 14 сентября 1986, Скопье, Югославия) — финский футболист, нападающий и капитан клуба «Докса», выступал за сборную Финляндии.

## Карьера

### Клубная
Родился в албанской семье. Воспитанник финского клуба «Куопион Паллосеура». В нём же и начал взрослую карьеру.
В 2011-м году в составе клуба ХИК выиграл чемпионат Финляндии.
17 июля 2015 года подписал контракт с самарскими «Крыльями Советов». В сезоне 2015/2016 сыграл 11 матчей в чемпионате, голов не забил. В сезоне 2016/2017 сыграл 6 матчей в чемпионате, голов не забил.

### В сборной
Дебютировал за сборную Финляндии 29 мая 2008 года в товарищеском матче против сборной Турции. Финны уступили 0:2.
Первый гол за сборную забил 29 марта 2015 года в ворота сборной Северной Ирландии в рамках квалификации к Чемпионату Европы 2016. Финны проиграли 1:2.

### Выступления за сборную
| Матчи Садика за сборную Финляндии | Матчи Садика за сборную Финляндии | Матчи Садика за сборную Финляндии | Матчи Садика за сборную Финляндии | Матчи Садика за сборную Финляндии | Матчи Садика за сборную Финляндии | Матчи Садика за сборную Финляндии |
| --------------------------------- | --------------------------------- | --------------------------------- | --------------------------------- | --------------------------------- | --------------------------------- | --------------------------------- |
| №                                 | Дата                              | Оппонент                          | Счёт                              | Голы                              | Соревнование                      |                                   |
| 1                                 | 29 мая 2008                       | Турция                            | 0:2                               | —                                 | Товарищеский матч                 |                                   |
| 2                                 | 2 июня 2008                       | Беларусь                          | 1:1                               | —                                 | Товарищеский матч                 |                                   |
| 3                                 | 12 августа 2009                   | Швеция                            | 0:1                               | —                                 | Товарищеский матч                 |                                   |
| 4                                 | 9 сентября 2009                   | Лихтенштейн                       | 1:1                               | —                                 | Отборочные матчи ЧМ-2010          |                                   |
| 5                                 | 29 марта 2011                     | Португалия                        | 0:2                               | —                                 | Товарищеский матч                 |                                   |
| 6                                 | 3 июня 2011                       | Сан-Марино                        | 1:0                               | —                                 | Отборочные матчи ЧЕ-2012          |                                   |
| 7                                 | 22 января 2012                    | Тринидад и Тобаго                 | 3:2                               | —                                 | Товарищеский матч                 |                                   |
| 8                                 | 5 марта 2014                      | Венгрия                           | 2:1                               | —                                 | Товарищеский матч                 |                                   |
| 9                                 | 29 марта 2015                     | Северная Ирландия                 | 1:2                               | 1                                 | Отборочные матчи ЧЕ-2016          |                                   |
| 10                                | 4 сентября 2015                   | Греция                            | 1:0                               | —                                 | Отборочные матчи ЧЕ-2016          |                                   |
| 11                                | 11 октября 2015                   | Северная Ирландия                 | 1:1                               | —                                 | Отборочные матчи ЧЕ-2016          |                                   |
| 12                                | 5 июня 2018                       | Румыния                           | 0:2                               | —                                 | Товарищеский матч                 |                                   |
| 13                                | 9 июня 2018                       | Беларусь                          | 2:0                               | —                                 | Товарищеский матч                 |                                   |

Итого: 13 игр / 1 гол; 5 побед, 3 ничьи, 5 поражений.

## Достижения
ХИК
- Чемпион Финляндии: 2011